# Savo Burić
Savo Burić, črnogorski general, * 11. januar 1915, † 16. junij 1963.

## Življenjepis
Pred pričetkom aprilske vojne je študiral na beograjski Pravni fakulteti. Že leta 1939 se je včlanil v KPJ. Od pričetka je deloval v NOVJ in sicer v Črni gori. Med drugim je bil tako poveljnik 5. črnogorske, 2. dalmacijske in 4. črnogorske brigade ter 3. divizije.
Po vojni je končal šolanje na Višji vojaški akademiji JLA in postal Poveljnik tankovskih in motoriziranih enot JLA, poveljnik korpusa,...

## Odlikovanja
- Red narodnega heroja
- Red vojne zastave
- Red partizanske zvezde